# Antarktislabb
Antarktislabb (Stercorarius antarcticus) är en labb i ordningen vadarfåglar, den största arten i familjen.

## Kännetecken
Antarktislabben är den största av alla labbar, och i konkurrens med havstrut och vittrut kraftigast av alla vadarfåglar. Den mäter 52-64 centimeter i längd, 126-160 centimeter i vingbredd samt 1,2-2,18 kg i kroppsvikt.
Liksom andra stora labbar är den enhetligt brun med vita inslag på de yttre handpennornas bas. Jämfört med liknande sydpolslabben är den större och kraftigare, med bredare vingar och kraftigare näbb. Den är vidare oftast mörkare och saknar kontrast mellan blekare huvud och undersida och mörkare ovansida. Ovansidan är också kraftigare fläckad. Ungfågeln är varmare rödbrun och ovansidan saknar den vuxna fågelns fläckighet.
En studie från 2016 visar att antarktislabbar kan identifiera mänskliga individer, vilket antyder hög kongnitiv förmåga.

## Utbredning och systematik
Antarktislabben häckar cirkumpolärt i den subarktiska och arktiska zonen och delas vanligen in i tre distinkta underarter:
- Stercorarius antarcticus lonnbergi – Antarktiska halvön och cirkumpolärt på subantarktiska oceanöar
- Stercorarius antarcticus antarcticus – Falklandsöarna och sydöstra Argentina, övervintrar utanför sydöstra Sydamerika
- Stercorarius antarcticus hamiltoni – Tristan da Cunha och Goughön i södra Atlanten

Arten har även påträffats i Maldiverna, Seychellerna, Sydafrika, Sri Lanka, Indien, Iran och vid tre tillfällen i Oman. Fynd från Förenade Arabemiraten samt två fynd från Storbritannien (oktober 2001 och februari 2002) tros utgöra denna art eller sydpolslabb (S. maccormicki)
Labbarnas taxonomi är under diskussion och uppdelningen i arter är komplicerad, förmodligen på grund av att hybridisering är vanligt förekommande. Tidigare har därför vissa auktoriteter behandlat både antarktislabb, sydpolslabb (S. maccormicki) och chilelabb (S. chilensis) tillsammans som underarter till storlabb (S. skua), men numera anses de dock utgöra skilda arter. Underarten lonnbergi har å andra sidan föreslagits utgöra en egen art.

### Släktestillhöriget
Traditionellt placerades de på södra halvklotet förekommande labbarna samt storlabb i släktet Catharacta, och vissa gör det fortfarande. DNA-studier visar dock att bredstjärtad labb (Stercorarius pomarinus) och storlabb dock kan vara systerarter, vilket gör att de flesta taxonomiska auktoriteter idag placerar alla labbar i ett enda släkte, Stercorarius.

## Levnadssätt
Antarktislabben ses på eller kring subantarktiska öar där hålhäckande havsfåglar eller pingviner finns. Den är en rovlevande fågel som främst jagar andra fåglar men kan också söka efter föda kring fiskebåtar och fartyg. Arten häckar från oktober-november på gräs, grus eller berghällar. Den häckar i lösa kolonier men är väldigt territoriell.

## Status och hot
Arten har ett stort utbredningsområde och tros inte vara utsatt för något substantiellt hot. Utifrån dessa kriterier kategoriserar internationella naturvårdsunionen IUCN arten som livskraftig (LC). Världspopulationen är dock relativt liten, endast 13.000-14.000 par.

## Bildgalleri

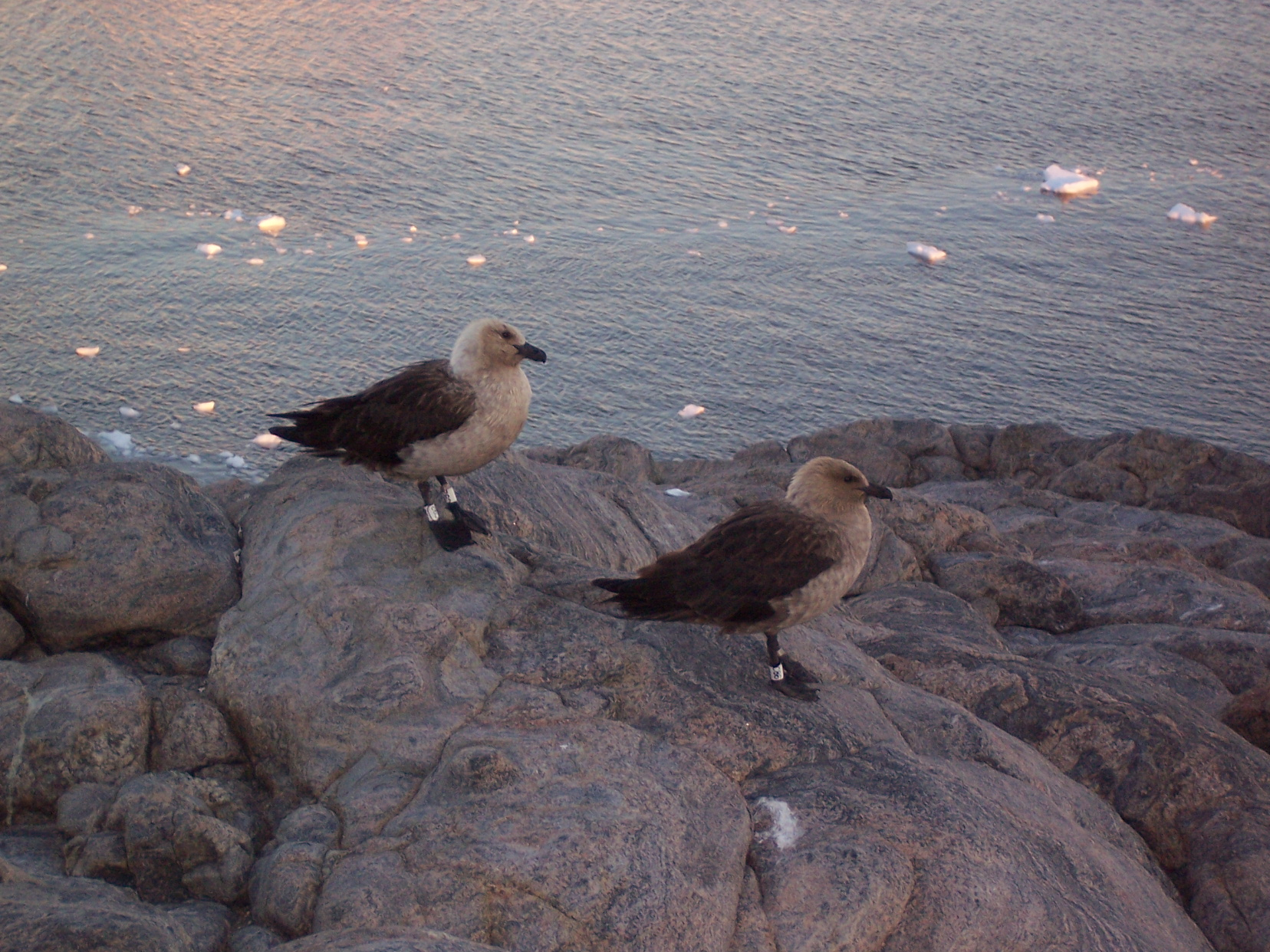
Fotograferad i januari vid Dumont d'Urville-stationen, Adelie land på Antarktis.
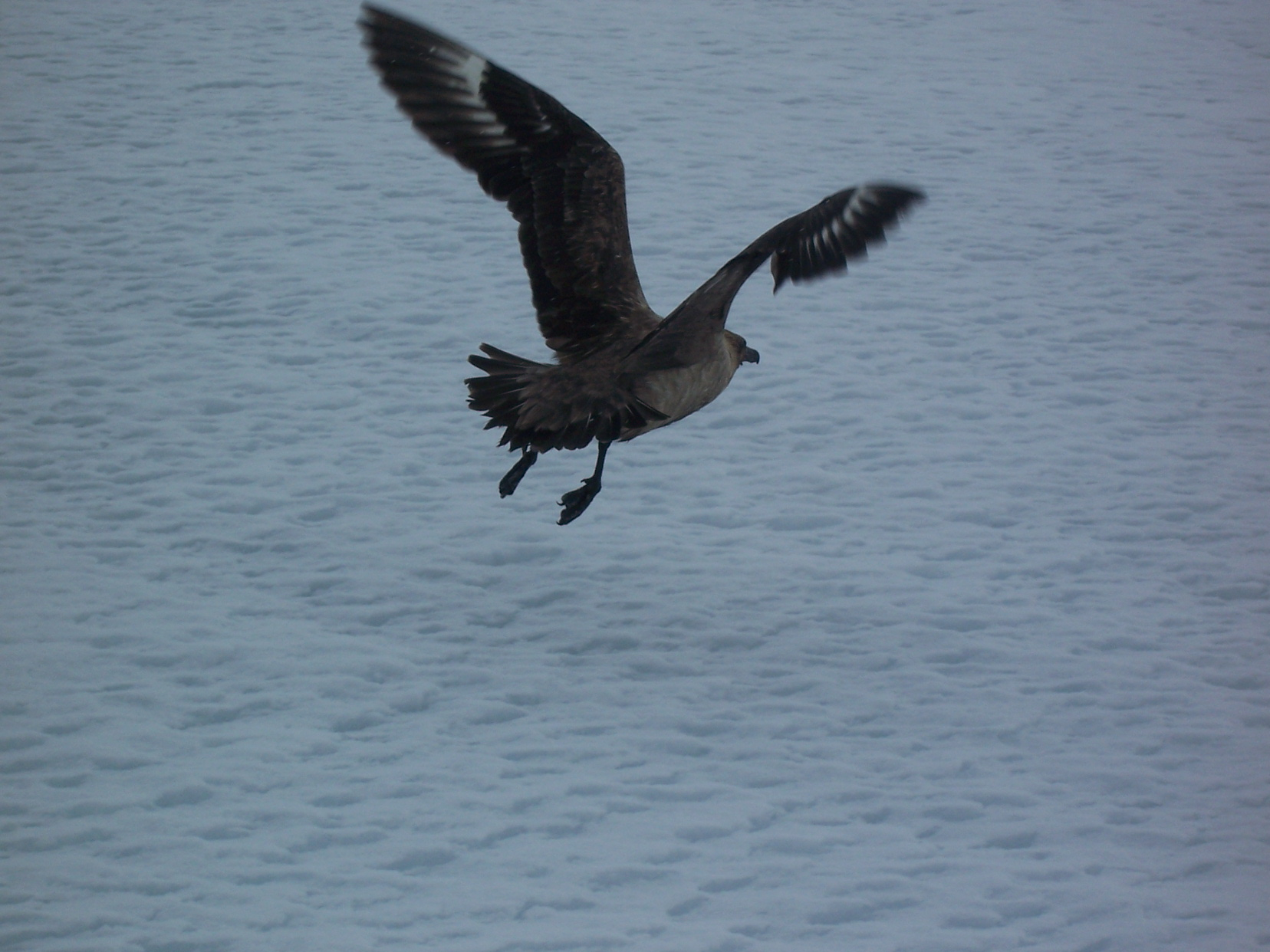
Flygande antarktislabb fotograferad i januari vid Dumont d'Urville stationen, Adelieland på Antarktis.
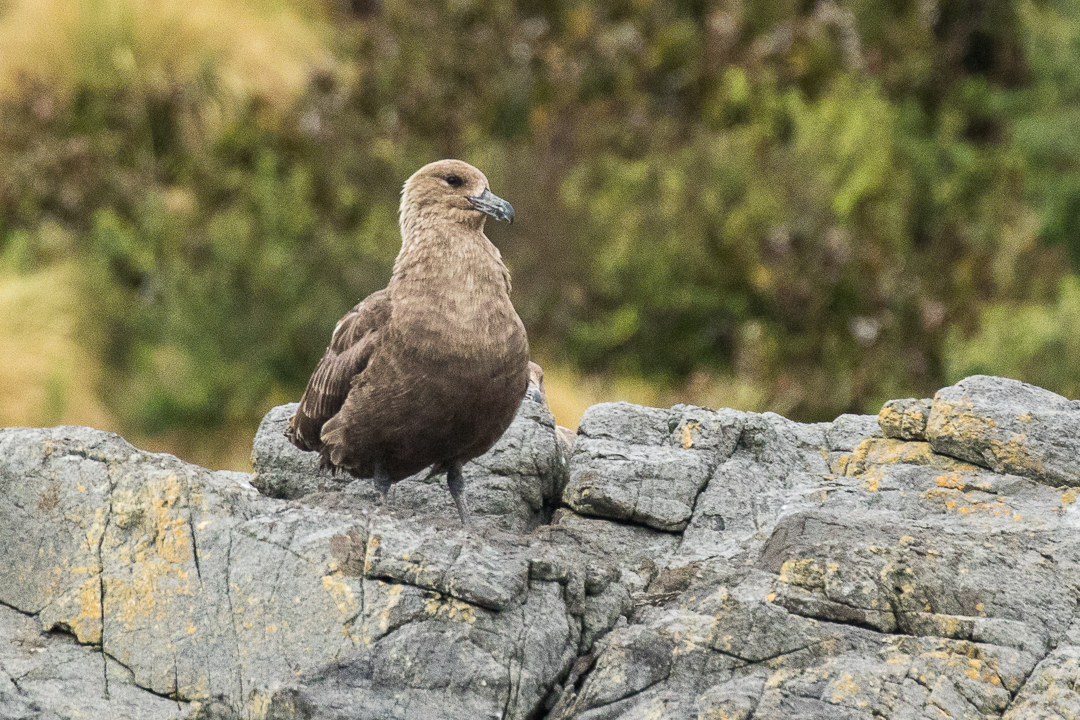
Antarktislabb på Stewart Island, Nya Zeeland